# Metaphycus turanicus
Metaphycus turanicus is een vliesvleugelig insect uit de familie Encyrtidae. De wetenschappelijke naam is voor het eerst geldig gepubliceerd in 1975 door Sugonjaev.